# Oxydia olivata
Oxydia olivata là một loài bướm đêm trong họ Geometridae.